# Опака (Львовская область)
Опака (укр. Опака) — село в Сходницкой поселковой общине Дрогобычского района Львовской области Украины.
Население по переписи 2001 года составляло 1755 человек. Занимает площадь 37,378 км². Почтовый индекс — 82191. Телефонный код — 3244.